# McKinley, Quận Kittson, Minnesota
Xã McKinley (tiếng Anh: McKinley Township) là một xã thuộc quận Kittson, tiểu bang Minnesota, Hoa Kỳ. Năm 2010, dân số của xã này là 38 người.